# 北条町 (千葉県)
北条町（ほうじょうまち）は、かつて千葉県安房郡に存在した町。現在の館山市の中部に位置する。
明治時代には郡役所が置かれ、大正時代には鉄道駅（現在の館山駅）が開業するなど、安房地方の政治経済の中核として発展した。1933年（昭和8年）に館山町と合併し、新たに館山北条町が設立された。

## 地理
現在の館山市では市域を10地区に分けており、旧北条町の町域は「北条地区」と呼ばれる。北の平久里川と南の汐入川に挟まれた、館山湾に沿った平野部にある地域で、内房線館山駅や館山市役所などを擁する、現館山市の中心地区である。
1926年（大正15年）の時点では、北に平久里川を隔てて那古町と、東に国府村・館野村と、南に館山町と接していた。当時は北条（ほうじょう）・新宿（しんじゅく）・長須賀（ながすか）・八幡（やわた）・湊（みなと）・高井（たかい）・上野原（うえのはら）・正木（まさき）の8区に分けていた。北条町は「安房郡第一の都邑」とされた（ただし、大正10年末時点での居住人口は7846人で、館山町の方が8244人と多かった）。
北条の古い集落は館山湾の第3砂丘列上に位置しており、内房・外房からの房総往還が合流する要地であった。

## 歴史

### 前近代
北条という地名は、古代の条里制の名残りであり、これと対になる地名として豊房地区に「南条」がある。
鎌倉時代には鶴谷八幡宮が府中（現在の南房総市）から八幡へ移されたと伝えられる。
戦国時代には、現在の北条に加え、湊・八幡・上野原・新宿を含む地域が「北条」と呼ばれていた。江戸時代初期に北条村から湊村・八幡村が分村した。
江戸時代初期の慶長年間には長須賀や北条にすでに町場が形成されていた。寛永15年（1638年）、安房国で北条藩1万石の大名となった屋代忠正によって、北条の仲町（現在の館山消防署・北条病院・館山警察署付近）に陣屋（北条陣屋）が置かれた。北条藩は屋代氏が約70年（万石騒動により改易）、その後中断を経て水野氏が約100年にわたって治めた。水野氏は文政10年（1827年）に上総国鶴牧藩へ移るが、文久元年（1861年）に安房国に5300石を領することになった近江三上藩が、飛び地支配の拠点として北条陣屋を明治元年（1868年）まで利用した。
幕末の弘化4年（1847年）、安房国の東京湾岸の海防を担った忍藩の手によって鶴ヶ谷（現在の安房高校西南付近）に海防陣屋（鶴ヶ谷陣屋）が置かれた。
江戸時代には、北条・長須賀・八幡・湊・高井・古川新田の6か村があった。

### 近代
明治初期、北条村から新宿・上野原が分村した。

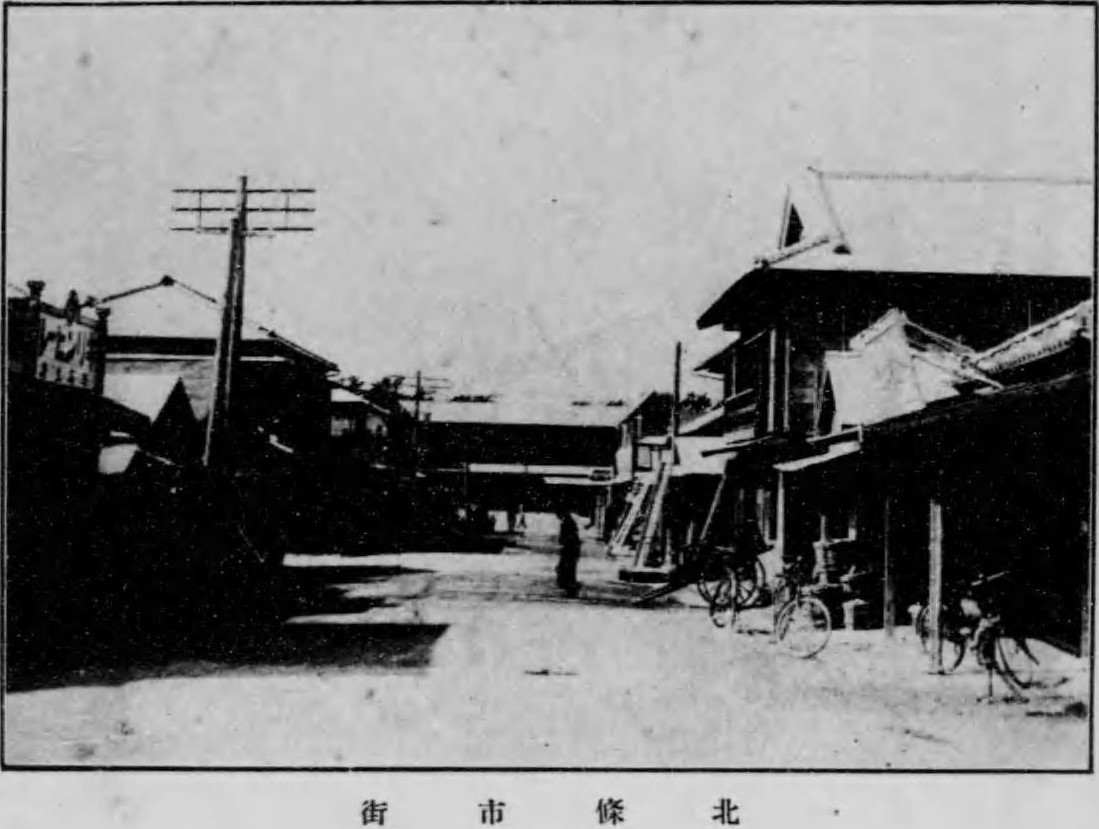
1926（大正15）年頃の北條市街の様子

明治元年（1868年）、北条を含む地域は、駿河国田中藩から移された長尾藩本多家4万石の領地となった。明治3年（1870年）には長尾藩が鶴ヶ谷陣屋を改修して藩庁とし、藩士居住地を建設した。明治4年（1871年）の廃藩置県で長尾藩は廃止され、長尾県から木更津県への編入を経て千葉県の一部となるが、旧長尾藩庁（鶴ヶ谷陣屋）は1874年（明治7年）まで県庁の出張所として利用されることとなった。
1874年（明治7年）、大区小区制の施行により、安房郡・平郡は第一大区となり、北条に大区扱所が置かれた。なお、朝夷郡・長狭郡は第二大区となり、前原（のちの鴨川町の一部）に扱所が置かれたが、第一大区長であった正木貞蔵が翌1875年（明治8年）より第二大区長も兼任した。大区役所の庁舎は北条陣屋を転用したものである。
1878年（明治11年）に郡区町村編制法が施行されると、安房・平・朝夷・長狭郡役所が北条町に設置された。当初の郡役所の庁舎は大区扱所を引き継いだもので（その後拡張や改築が行われた）、北条警察署・郡会議事堂・北条町役場・北条病院などが立ち並ぶ官庁街が形成された。なお、4郡は1897年（明治30年）に安房郡として統合された。郡区町村編制法施行の際、北条村は新宿町と、八幡村は高井村・湊村・上野原村と、長須賀村は上真倉村・下真倉村とそれぞれ連合した（連合戸長役場）。1884年（明治17年）の戸長役場管轄区域の再編の際、長須賀村は館山町ほか2村の連合に加わり、ほかの7町村が1連合となった。
1889年（明治22年）、町村制の施行により、北条村・新宿町・上野原村・長須賀村・八幡村・湊村・高井村が合併して北条町が発足した。新町名は最も著名な北条村の名が採られた。なお、この際に高井村と平郡正木村・府中村の間で錯綜していた土地が平久里川を境界とするよう交換された。現在の北条正木地区は、このとき正木村から北条町に編入された土地である。
1919年（大正8年）5月24日、木更津線（現内房線）の那古船形駅以南が延伸開業し、北条町にはその終点として安房北条駅が開業した。この際、木更津線は「北条線」に改称した（安房北条駅は1946年に館山駅に改称）。北条線はそののち東へ段階的に延伸して1925年（大正14年）に安房鴨川駅まで開通、1929年（昭和4年）には房総半島を一周する鉄道路線が開通した。安房北条駅の開業後、駅前を中心とする商店街が発展し、北条町の中心も駅前に移行した。

### 沿革
- 1889年（明治22年）4月1日 - 町村制の施行により北条村、新宿町、上野原村、長須賀村、八幡村、湊村、高井村が合併して発足。
- 1933年（昭和8年）4月18日 - 館山町と合併し、館山北条町を新設。同日北条町廃止。

## 経済
1888年（明治21年）に記された「町村分合資料」によれば、北条・新宿・長須賀の住民は商業と農業で、その他の村は農業で生計を立てていたとある。1926年（大正15年）の『安房郡誌』によれば、町民の大部分は商業に従事しているとあり、また避暑地として高名であるとされる。

## 教育
- 千葉県立安房中学校[4] - 現在の千葉県立安房高等学校
- 千葉県立安房高等女学校[4] - 第二次世界大戦後、安房女子高校、安房第二高校、安房南高校と改名、安房高校と統合

## 交通

### 鉄道
- 鉄道省　
  - 房総西線：安房北条駅

### 道路
- 房総街道（現国道127号）